# Antrocaryon amazonicum
Antrocaryon amazonicum ist eine Pflanzenart aus der Gattung Antrocaryon innerhalb der Familie der Sumachgewächse (Anacardiaceae). sie ist eher selten und kommt im mittleren bis nordwestlichen Brasilien und von Kolumbien bis nach Peru. In Brasilien ist sie bekannt als Cedro.

## Beschreibung

### Vegetative Merkmale
Antrocaryon amazonicum wächst als laubabwerfender Baum und erreicht Wuchshöhen von bis etwa 30 Meter. Die grau-braune Borke ist rissig bis schuppig.
Die wechselständig an den Zweigenden gehäuft angeordneten Laubblätter sind in Blattstiel sowie -spreite gegliedert und insgesamt bis zu etwa 30 Zentimeter lang. Die unpaarig gefiederte Blattspreite besteht aus sieben bis neun Blättchen. Die kurz gestielten Blättchen sind ganzrandig, papierig und bei einer Länge von 7 bis 12 Zentimeter eiförmig mit spitzem bis zugespitztem oberen Ende und gerundeter bis leicht herzförmiger Basis. Nebenblätter fehlen.

### Generative Merkmale
Es ist nicht bekannt wie die genaue Geschlechterverteilung der einzelnen Exemplare ist, (vermutlich zweihäusig diözisch). Die end- oder achselständigen, traubigen oder meist rispigen Blütenstände enthalten gestielte Blüten; die männlichen sind länger wie die weiblichen. Die relativ kleinen, funktionell eingeschlechtigen Blüten sind fünfzählig und gelblich mit doppelter Blütenhülle. Die weiblichen Blüten besitzen einen oberständigen, fünfkammerigen Fruchtknoten mit fünf kurzen, etwas entfernt stehenden Griffeln mit flachen Narben und zehn Staminodien mit Antheroden. Die männlichen Blüten enthalten zehn Staubblätter und einen reduzierten Pistillode. Es ist jeweils ein gelappter Diskus vorhanden.
Die bei Reife gelben Steinfrüchte sind bei einer Größe von 3 bis 6 Zentimeter rundlich, zitronenförmig mit relativ dünnem Fruchtfleisch, leicht schrumpeliger, dünner Schale und Griffelresten am oberen Ende und enthalten mehrere Samen. Der große, holzige, rundliche und relativ glatte Steinkern ist fünfkammerig, -samig mit Keimdeckeln (Operculum).

## Taxonomie
Die Erstbeschreibung erfolgte 1922 unter dem Namen (Basionym) Poupartia amazonica durch Adolpho Ducke in Archivos (Arquivos) do Jardim Botânico do Rio de Janeiro, Band 3, Seite 204. Die Neukombination zu Antrocaryon amazonicum (Ducke) B.L.Burtt & A.W.Hill wurde 1937 durch Brian Laurence Burtt und Arthur William Hill in Annals of Botany (Oxford) n.S., Band 1, Teil 2, Seite 251 veröffentlicht.

## Verwendung
Die leicht säuerlichen, saftigen Früchte mit angenehmem Geschmack sind essbar. Sie sind ähnlich wie die von Spondias mombin, auch ein Sumachgewächs, der Gelben Mombinpflaume.